# Kopaniny (Aš)
Kopaniny (německy Krugsreuth) jsou vesnice na západě České republiky, část města Aš v okrese Cheb v Karlovarském kraji. Kopaniny jsou ve společném osadním výboru se sousední Doubravou.

## Geografie
Kopaniny se nachází pět kilometrů severovýchodně od Aše, mezi vesnicí Doubrava a obcí Podhradí. Ves je rozptýlená v údolí pod Kopaninským vrchem, v nadmořské výšce 645 metrů.

## Historie
Kopaniny vznikly pravděpodobně již ve 12. století, ale první písemná zmínka pochází až z roku 1315, kdy vesnici vlastnili Feiltschové ze Sachsgrünu. Na přelomu 13. a 14. století patřila vesnice Neubergům. Později, během války rodu Neubergů z Chebem byly Kopaniny obsazeny chebskými. Dalším majitelem vsi se stali Zedtwitzové, kteří získali velký vliv na celém Ašsku po dlouhou dobu. Zedtwitzové vystavěli v Kopaninách hrad. Poté, co byl rozdělen majetek Zedtwitzů mezi několik rodových větví, staly se Kopaniny sídlem jedné z nich. Zdejší území Zedtwitzů se tehdy nazývalo Horní Podhradí, a Kopaniny byly jeho součástí.
V roce 1537 je zapsána zpráva o zámku v Kopaninách. Ten byl z části zbořen již v roce 1764. Po druhé světové válce se stali jeho majitelem Státní statky. Budova nebyla udržována a chátrala. V 70. letech byl zámek pro velmi špatný stav stržen, a dochována zůstala jen jedna jeho část, která je dnes pouze troskou.
V 19. století bylo u Kopanin zřízeno velké koupaliště, jež neslo název "Rudé moře". Bylo často navštěvovaným turistickým lákadlem lidí nejen z celého Ašska, ale také z německého Bad Elsteru. Toto koupaliště po roce 1945 zaniklo.

## Obyvatelstvo
Při sčítání lidu v roce 1921 zde žilo 885 obyvatel, z toho sedm Čechů, 831 obyvatel německé národnosti a 47 cizozemců. K římskokatolické církvi se hlásilo 151 obyvatel, 731 k evangelické církvi, tři byli bez vyznání.
| Rok                                                           | 1869 | 1880 | 1890 | 1900 | 1910 | 1921 | 1930 | 1950 | 1961 | 1970 | 1980 | 1991 | 2001 | 2011 | 2021 |
| ------------------------------------------------------------- | ---- | ---- | ---- | ---- | ---- | ---- | ---- | ---- | ---- | ---- | ---- | ---- | ---- | ---- | ---- |
| Počet obyvatel                                                | 686  | 714  | 699  | 848  | 992  | 885  | 914  | 258  | 219  | 177  | 126  | 114  | 94   | 122  | 123  |
| Počet domů                                                    | 86   | 89   | 98   | 105  | 126  | 132  | 144  | 157  | 110  | 61   | 43   | 51   | 51   | 53   | 59   |
| Do počtu domů v roce 1961 jsou zahrnuty počty domů v Doubravě |      |      |      |      |      |      |      |      |      |      |      |      |      |      |      |

## Obecní správa
Při sčítání lidu v letech 1850–1920 Kopaniny byla osadou obce Podhradí v okrese Aš. V letech 1921–1975 byla samostatnou obcí, se kterým patřila nejprve do okresu Aš, ale od roku 1960 v okrese Cheb. Od 1. ledna 1976 jsou částí města Aš v okrese Cheb. V letech 1948–1971 k obci patřila Kamenná a v letech 1960–1975 také Doubrava.

## Kultura
V roce 2009 proběhlo takzvané 1. česko-německé lovecké troubení. Akce se zaměřila na hudební seskupení hrající na lovecké dechové hudební nástroje. Akce měla úspěch, proto se plánuje její další ročník.

## Pamětihodnosti
- zbytky Zedtwitzkého zámku
- kostel Nejsvětějšího srdce Páně - pseudogotický jednolodní kostel postavený v roce 1890
- zbytky hřbitova s velkou hrobkou Zedtwitzů

## Galerie

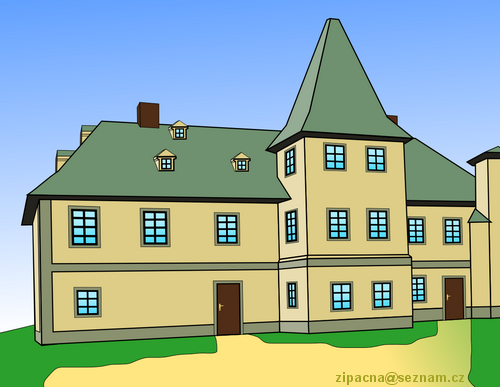
Bývalý kopaninský zámek okolo roku 1907
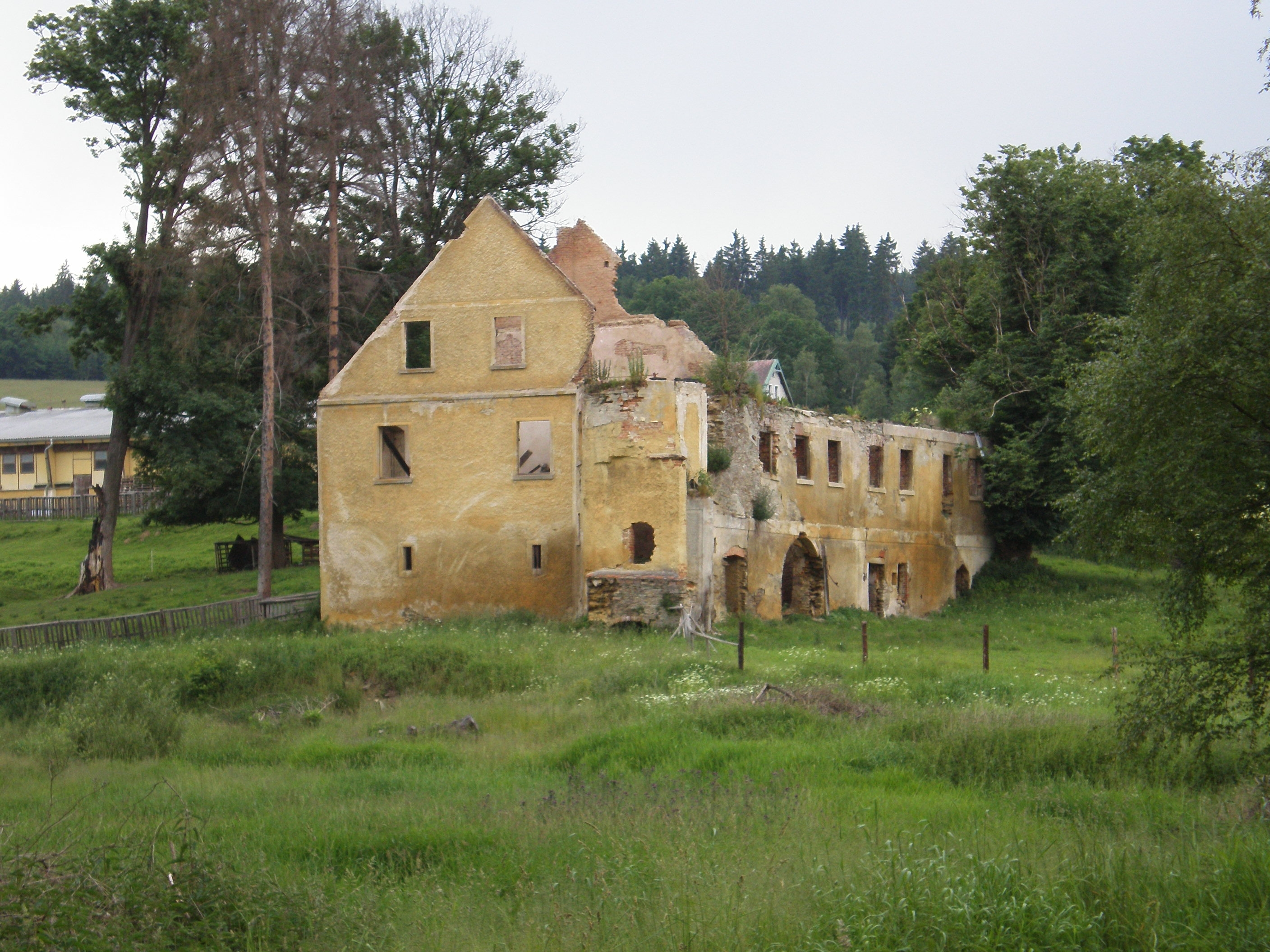
Ruiny koníren kopaninského zámku
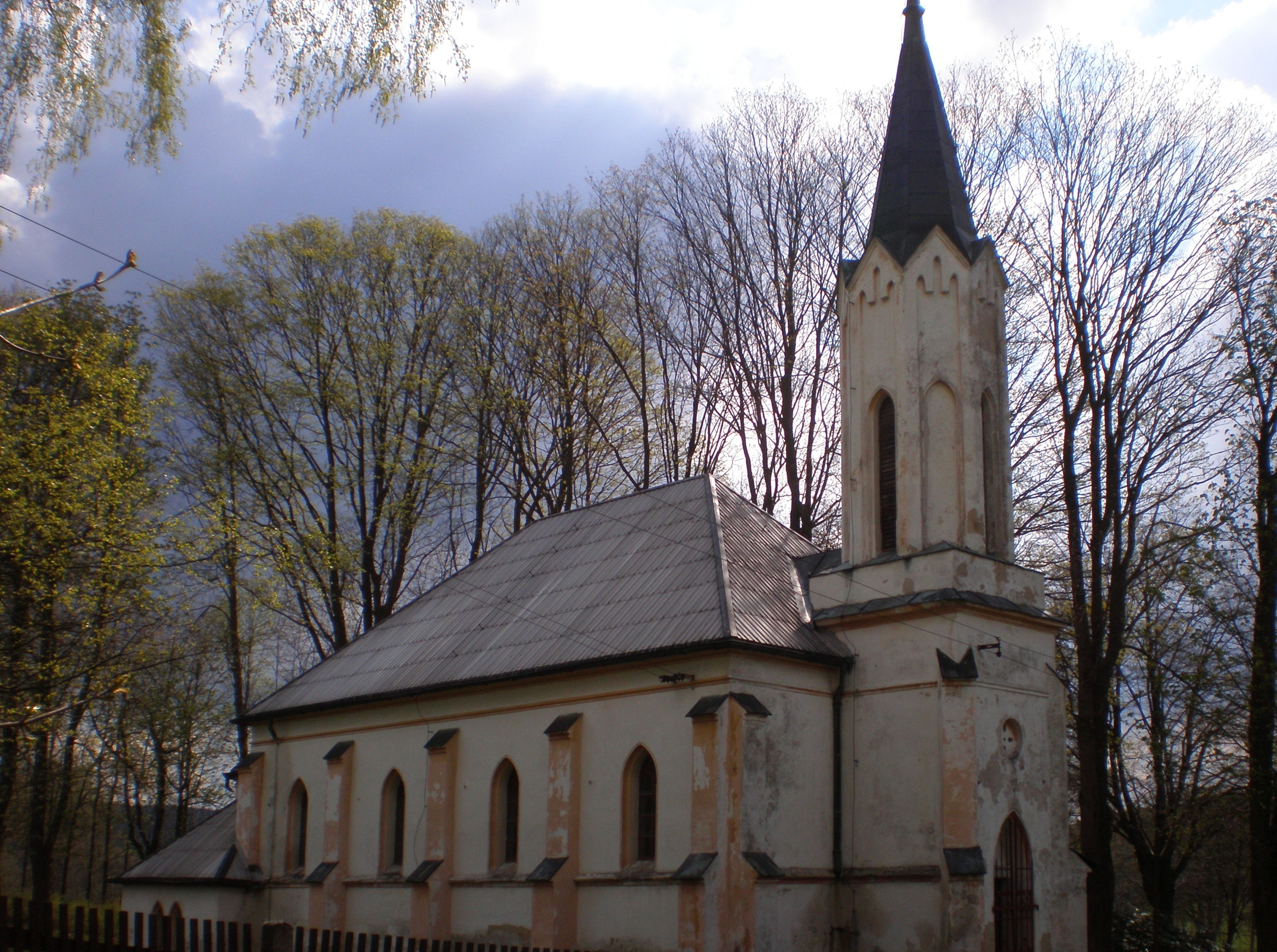
Kostel nejsvětějšího srdce Páně